# Yvette M. Davids

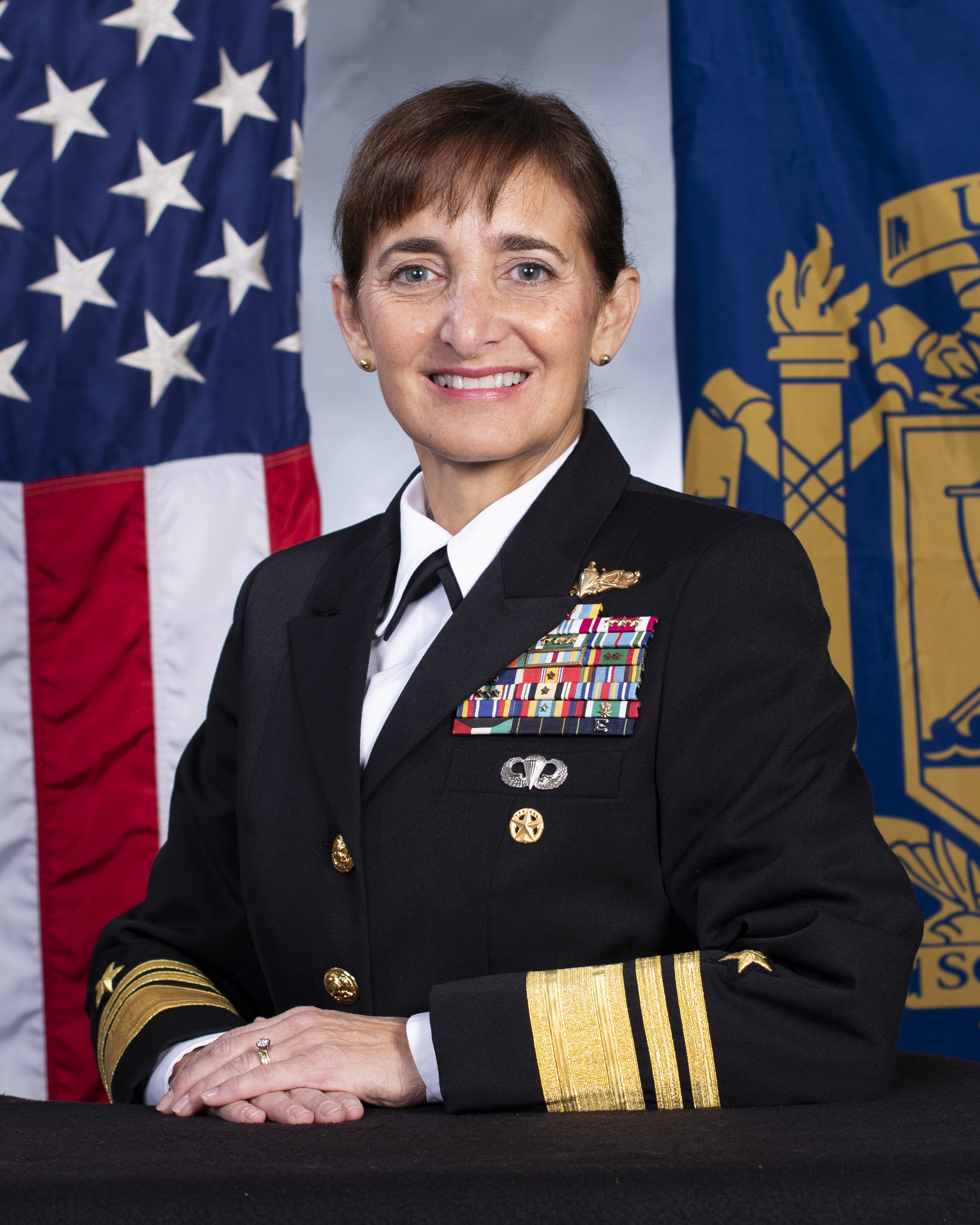
Yvette M. Davids

Yvette Marie Davids, geborene Gonzales (* 29. März 1967 in San Antonio, Bexar County, Texas), ist eine Offizierin der United States Navy. Seit 2024 amtiert sie im Rang eines Vizeadmirals als Leiterin (Superintendent) der United States Naval Academy (USNA). Sie ist die erste Frau auf dieser Position.

## Leben
Yvette M. Davids absolvierte im Jahr 1989 die United States Naval Academy in Annapolis in Maryland. In der amerikanischen Marine durchlief sie anschließend alle Offiziersränge bis zum Vizeadmiral. Im Lauf ihrer militärischen Karriere absolvierte sie verschiedene Kurse und Schulungen. Dazu gehörten unter anderem das Naval War College in Newport in Rhode Island und das Industrial College of the Armed Forces (die heutige Dwight D. Eisenhower School for National Security and Resource Strategy) in Fort Lesley J. McNair in Washington, D.C.
Als Offizierin der amerikanischen Kriegsmarine war sie sowohl auf hoher See auf verschiedenen Schiffen als auch an Land in mehreren Hauptquartieren eingesetzt. Sie nahm am Zweiten Golfkrieg, der Operation Southern Watch und am Irakkrieg teil. Nachdem sie in verschiedenen Offiziersstellen an Bord mehrerer Kriegsschiffe gedient hatte, wobei sie bis den Rang eines Ersten Offiziers erreichte, erhielt sie im April 2007 das Kommando über die Fregatte Curts. Diese Aufgabe bekleidete sie bis zum November 2008. Damit war sie die erste Frau mit lateinamerikanischen Wurzeln, die je ein Kriegsschiff der amerikanischen Marine kommandierte.
Nach zwischenzeitlich anderen Verwendungen erhielt sie im November 2012 das Kommando über den Lenkwaffenkreuzer Bunker Hill, der damals in asiatischen Gewässern operierte. Davids behielt dieses Kommando bis zum Oktober 2014. In den folgenden Jahren gehörte sie unterschiedlichen Hauptquartieren an. Unter anderem war sie Stabsoffizierin bei der 3. Flotte. Anschließend war sie in Washington, D.C. als Senior Military Advisor für politisch-militärische Angelegenheiten beim Außenministerium tätig.
Im Mai 2019 erhielt sie das Kommando über die 11. Flugzeugträgerkampfgruppe (Carrier Strike Group 11). Diese Aufgabe erfüllte sie bis zum Mai 2020. Es folgte ihre Beförderung zum Konteradmiral und eine Versetzung zum United States Southern Command, das in Doral in Florida sein Hauptquartier hat. Dort übernahm sie die Stelle des Stabschefs (chief of Staff) dieses Commands. Es folgte eine Versetzung zum Stab der Marineeinheit Naval Surface Force, den Überwassereinheiten der Navy, deren kommissarische Leitung sie für kurze Zeit innehatte.
Am 11. Januar 2024 übernahm Yvette Davids als Nachfolgerin von Fred Kacher als Superintendent die Leitung der Marineakademie in Annapolis. Dieses Amt bekleidet sie als erste Frau überhaupt bis heute (August 2025).
Frau Davids ist mit dem inzwischen pensionierter Konteradmiral Keith Davids verheiratet, mit dem sie zwei Söhne hat.

## Orden und Auszeichnungen
Yvette Davids erhielt im Lauf ihrer militärischen Laufbahn unter anderem folgende Auszeichnungen:
Joint Defense Meritorious Service Medal
Navy Meritorious Service Medal
- Defense Superior Service Medal
- Legion of Merit
- Joint Service Commendation Medal
- Navy & Marine Corps Commendation Medal
- Navy & Marine Corps Achievement Medal
- Joint Service Achievement Medal
- Joint Defense Meritorious Service Medal
- Navy Unit Commendation
- National Defense Service Medal
- Armed Forces Expeditionary Medal
- Southwest Asia Service Medal
- Global War on Terrorism Expeditionary Medal
- Global War on Terrorism Service Medal
- Kuwait Liberation Medal (Kuwait)